# Le Prisonnier de Zenda (film, 1979)
Pour les articles homonymes, voir Le Prisonnier de Zenda.
Pour plus de détails, voir Fiche technique et Distribution.
Le Prisonnier de Zenda (en anglais : The Prisoner of Zenda), est un film américain réalisé par Richard Quine en 1979. c'est le remake du film Le Prisonnier de Zenda de 1952.

## Synopsis
Le Roi de Ruritania meurt le jour de son anniversaire en tombant du haut d'une montgolfière, laissant son trône à son fils Rudolph. Mais Michael, son frère, veut s'emparer de la couronne. Craignant le pire pour Rudolph, les loyalistes lui substituent un cocher londonien qui est son sosie...

## Fiche technique
- Titre original :The Prisoner of Zenda
- Titre en français :Le Prisonnier de Zenda
- Réalisation : Richard Quine
- Scénario : Dick Clement, Ian La Frenais (en) et Edward E. Rose, d'après le roman d'Anthony Hope
- Production : Walter Mirisch
- Montage : Byron 'Buzz' Brandt
- Musique : Henry Mancini
- Pays d'origine : États-Unis
- Format : couleur
- Durée : 108 minutes
- Genre : Comédie
- Date de sortie : 17 août 1979

## Distribution
- Peter Sellers : Rudolf IV/ Rudolf V/ Syd Frewin
- Lynne Frederick : Princesse Flavia
- Lionel Jeffries : Général Sapt
- Elke Sommer : La Comtesse
- Gregory Sierra : Le Comte
- Jeremy Kemp : Duc Michael
- Catherine Schell : Antoinette
- Simon Williams : Fritz